# Perdita Felicien
Perdita Felicien (Oshawa, 29 augustus 1980) is een Canadese oud-atlete, die was gespecialiseerd in het hordelopen. Ze werd tweemaal wereldkampioene (in- en outdoor) en meervoudig Canadees kampioene in deze discipline. Sinds 2003 behoorde ze tot de wereldtop. Met haar persoonlijk record van 7,75 s op de 60 m horden, gelopen in 2004, behoort ze nog steeds tot de tien snelste atletes ter wereld (peildatum nov. 2016).

## Biografie

### Eerste successen als studente
Perdita Felicien draagt haar moeders geboortenaam en komt oorspronkelijk van het Caribisch eiland Saint Lucia. Haar moeder noemde haar "Perdita", nadat ze deelneemster was aan de televisieshow Prijzenslag. Ze groeide op in Pickering en begon met atletiek, toen ze studente was. Eerst legde ze zich toe op de 100 m. Geïnspireerd door haar landgenoten Donovan Bailey en Bruny Surin stapte ze over op de 100 m horden en won prompt de titel op het horden-onderdeel tijdens de provinciale universiteitskampioenschappen in 1997. Op haar school werd ze vereerd met de titel "Atleet van het jaar". In 1998 prolongeerde ze haar titel op de universiteitskampioenschappen en won ze tweemaal de Canadese jeugdkampioenschappen. Door haar optreden tijdens een schoolwedstrijd in de staat Ohio kreeg ze diverse atletiek studiebeurzen aangeboden aan Amerikaanse universiteiten. Ze koos voor de Universiteit van Illinois te Urbana-Champaign, waar ze kinesiologie studeerde.

### Tweemaal WK-goud
Op de wereldkampioenschappen van 2003 in Parijs won Felicien onverwachts een gouden medaille op de 100 m horden. Met een tijd van 12,53 versloeg ze de Jamaicaanse Brigitte Foster (zilver; 12,57) en de Amerikaanse Miesha McKelvy (brons; 12,67). In maart 2004 won ze ook goud op de wereldindoorkampioenschappen in Boedapest op de 60 m horden. Ze versloeg hierbij de legendarische en drievoudige wereldkampioene Gail Devers. Tijdens een meeting in Eugene verbeterde ze haar PR naar 12,46.

### Pech op OS en WK
Op de Olympische Spelen van 2004 in Athene behoorde Perdita Felicien tot de favorietes op de 100 m horden. Na een snelle halve finale, waarbij ze 12,49 liep, ging het helemaal mis in de finale. Ze liep tegen de eerste horde op en kwam ten val. Haar halve finaletijd zou nog genoeg geweest zijn voor het brons. Olympisch kampioene werd de Amerikaanse Joanna Hayes in 12,37.
Ook op de WK van 2005 in Helsinki ging het niet van een leien dakje. Felicien werd in de halve finale uitgeschakeld met een tijd van 12,94. Op de WK van 2007 in Osaka won ze op haar 27e verjaardag een zilveren medaille in 12,49.
De Olympische Spelen van 2008 in Peking moest ze missen vanwege een voetblessure. Toch was zij er aanwezig, als gastcommentator voor CBC Television tijdens de hordennummers.
Tijdens de zomer van 2011 stapte Felicien over naar de Universiteit van Calgary in Alberta, waar ze ging trainen onder de supervisie van Les Gramantik, voormalig hoofdcoach van het nationale team, en haar vroegere coach, Gary Winckler. Ze trainde er samen met Jessica Zelinka, op dat moment de op zes na beste zevenkampster van de wereld. Felicien slaagde er echter niet in om zich te kwalificeren voor het Canadese team naar de Olympische Spelen van 2012. Tijdens de Canadese olympische selectiewedstrijden was zij weliswaar derde geworden op de 100 m horden, maar onder protest, omdat zij een valse start had veroorzaakt. Zij werd hiervoor gediskwalificeerd.

### Einde atletiekloopbaan
Perdita Felicien zette in 2013 een punt achter haar atletiekloopbaan. Ze ging terug naar school om journalistiek te studeren en is nu schrijfster/reporter bij CHCH News in Hamilton, Ontario.

## Titels
- Wereldindoorkampioene 60 m - 2004
- Wereldkampioene 100 m - 2003
- Canadees kampioene 100 m horden - 2000, 2002, 2003, 2004, 2005, 2006, 2007, 2009, 2011
- NCAA-kampioene 60 m horden - 2002

## Persoonlijke records
Outdoor
| Onderdeel    | Prestatie    | Datum        | Plaats      |
| ------------ | ------------ | ------------ | ----------- |
| 100 m        | 11,78 s      | 18 mei 2003  | Minneapolis |
| 100 m horden | 12,46 s (NR) | 19 juni 2004 | Eugene      |

Indoor
| Onderdeel   | Prestatie   | Datum            | Plaats        |
| ----------- | ----------- | ---------------- | ------------- |
| 60 m        | 7,37 s      | 23 februari 2002 | State College |
| 50 m horden | 6,80 s      | 28 februari 2004 | Liévin        |
| 60 m horden | 7,75 s (NR) | 7 maart 2004     | Boedapest     |

## Palmares

### 60 m horden
- 2004:  WK indoor - 7,75 s (NR)
- 2010:  WK indoor - 7,86 s

### 100 m horden
Kampioenschappen
- 2000:  Canadese kamp. - 13,15 s (+rw)
- 2001:  Jeux de la Francophonie - 12,92 s
- 2002:  Canadese kamp. - 12,77 s (+rw)
- 2003:  Canadese kamp. - 12,83 s
- 2003:  Pan-Amerikaanse Spelen - 12,70 s
- 2003:  WK - 12,53 s
- 2004:  Canadese kamp. - 12,45 s (+rw)
- 2004: DNF OS
- 2005:  Canadese kamp. - 12,82 s
- 2005: 7e Wereldatletiekfinale - 12,80 s
- 2006:  Wereldatletiekfinale - 12,58 s
- 2007:  WK - 12,49 s
- 2007: 4e Wereldatletiekfinale - 12,83 s
- 2009: 8e WK - 15,53 s
- 2009: 5e Wereldatletiekfinale - 12,61 s

Golden League-podiumplekken
- 2004:  Meeting Gaz de France – 12,60 s
- 2004:  Weltklasse Zürich – 12,52 s
- 2005:  Meeting Gaz de France – 12,66 s
- 2006:  ISTAF – 12,81 s
- 2009:  Weltklasse Zürich – 12,61 s

Diamond League-podiumplekken
- 2010:  Bislett Games – 12,72 s
- 2010:  Adidas Grand Prix – 12,58 s
- 2010:  British Grand Prix – 13,01 s
- 2010:  Memorial Van Damme – 12,68 s

1983: Bettine Jahn ·
1987: Ginka Zagorcheva ·
1991: Ludmila Narozhilenko ·
1993: Gail Devers ·
1995: Gail Devers ·
1997: Ludmila Engquist ·
1999: Gail Devers ·
2001: Anjanette Kirkland ·
2003: Perdita Felicien ·
2005: Michelle Perry ·
2007: Michelle Perry ·
2009: Brigitte Foster-Hylton ·
2011: Sally Pearson ·
2013: Brianna Rollins ·
2015: Danielle Williams ·
2017: Sally Pearson ·
2019: Nia Ali ·
2022: Tobi Amusan ·
2023: Danielle Williams